# Shala

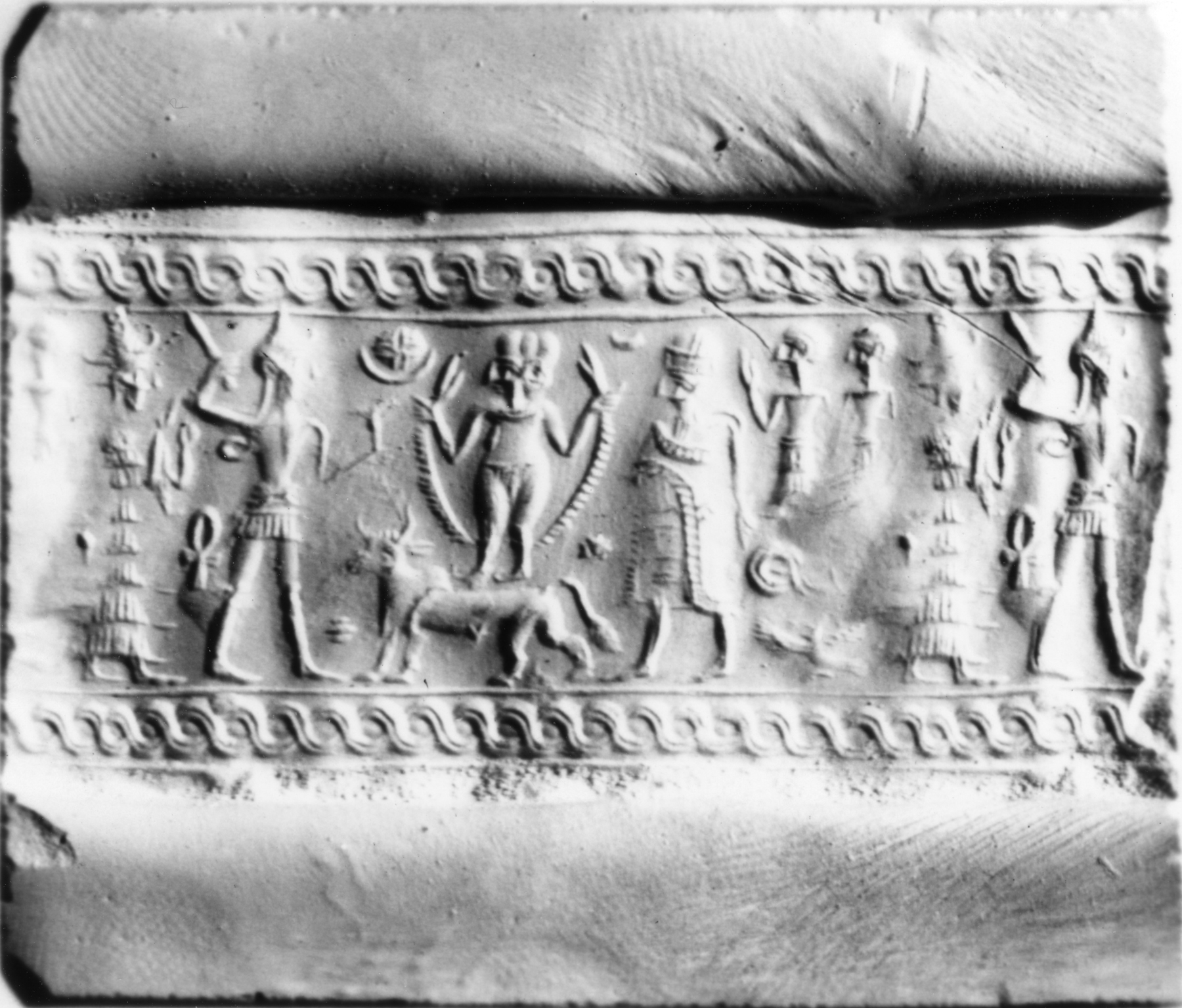
Impresión de un sello cilíndrico sirio que muestra a una diosa cabalgando sobre un toro y extendiendo su manto. Se ha propuesto la identificación de este tipo de imágenes como representaciones de Shala.

Shala, Šala, Schala o Šalaš es una diosa madre sumeria, y posteriormente, babilonia, asiria y hurrita. Se la asociaba a la fertilidad y a la agricultura, y era la esposa del dios Adad, que posteriormente se le conocería como Dagan, y madre de Girru.
A veces, lleva el epíteto ša šadî, lo que podría apuntar a un origen norteño y aparece como una “venteadora de grano o una espiga de cebada”, que se acompaña de un carnero postrado.
En el MUL.APIN, es identificada con la constelación de Virgo, que procede de la constelación mesopotámica "El Surco de la siembra" (AB.SIN) cuya estrella principal era Spica, la "espiga de cebada de Shala".
En algunos textos de conjuros aparece como la madre del dios sumerio del fuego Gibil que en acadio es Gerra.

## Culto
En 1763 a. C. Hammurabi construyó como imagen para Shala el almacén bit shu-tum, y en ese mismo año confeccionó imágenes para ella.